# Дарвинов дан
Дарвинов дан је датум који се обележава 12. фебруара, на дан када је рођен биолог и природњак Чарлс Дарвин 1809. године.

## Историјат
Овим датумом наглашава се Дарвинов допринос науци и да се промовише наука генерално и њена популаризација. Прославе Дарвиновог рада организоване су још од његове смрти 19. априла 1882. године. Славља су се одвијала у Даун Хаусу, кући, у предграђу Лондона у којој су он и његови чланови породице живели. У Кембриџу се 1909. године скупило преко 265 научника из 167 земаља како би одали почаст доприносу овог научника, што је до тада представљало најмасовније окупљање ради указивања части овом природњаку. Занимљива новина јесте CD растафаријанске музике са цитатима из Дарвинове књиге. У енглеском граду Шузбеј, у којем је Дарвин рођен, од 2003. године обележава се Дарвинов фестивал и он траје током целог фебруара.Године 2009. обележено је 200 година од Дарвиновог рођења и 150 година откад је написао чувено дело О поријеклу врста, па су одржане посебне прославе широм света, а тад је и званично уведен Дарвинов дан. Највеће су биле у Шесбургу и Природњачком музеју у Лондону.

## Занимљивости Дарвинове теорије
Истина или заблуда: Чарлс Дарвин је рекао да су људи настали од мајмуна. Чувено питање које се надовезује на ову тврдњу јесте "Ако је човек настао од мајмуна, како то да и даље постоје мајмуни?". У својој књизи из 1871. године "Порекло човека и селекција у вези са полом", где је и изнео своју теорију о еволуцији, овај велики научник није директно рекао да су људи настали од мајмуна. Његова теза је била да је могуће да су сва жива бића потекла од једног, укључујући људе и мајмуне. Штавише, веровао је да мајмуни и људи имају истог претка, ова тврдња пре указује на сроднички однос него на однос родитељ-дете.